# بيير دوبويس (كاتب)
بيير دوبويس (بالفرنسية: Pierre Dubois)‏ هو كاتب للأطفال وكاتب فرنسي، ولد في 19 يوليو 1945 في شارفيل-ميزيير في فرنسا.